# Cratere Ganskiy
Ganskiy, o anche Hansky, è un cratere lunare di 42,11 km situato nella parte sud-occidentale della faccia nascosta della Luna, a sudest del più grande cratere Hirayama e a est dell'ancora più grande cratere Pasteur.
Il bordo di questo cratere è circolare, leggermente esagonale. Lungo il bordo sono presenti dei segni di erosione in particolare a sudovest dove un paio di crateri minori sono situati lungo l'orlo. Il fondo è relativamente livellato con una leggera pendenza a sud del punto centrale. È inoltre presente un piccolo cratere vicino alla parete interna occidentale. 
Il cratere è dedicato all'astronomo russo Aleksey Ganskiy.

## Crateri correlati
Alcuni crateri minori situati in prossimità di Ganskiy sono convenzionalmente identificati, sulle mappe lunari, attraverso una lettera associata al nome.
| Ganskiy | Coordinate            | Diametro (in km) |
| ------- | --------------------- | ---------------- |
| F       | 9°39′36″S 98°59′24″E  | 8,88             |
| K       | 12°34′12″S 98°24′00″E | 11,78            |
| S       | 10°09′36″S 94°44′24″E | 20,65            |

I seguenti crateri minori sono stati rinominati dalla IAU:
- Ganskiy H — cratere Debus
- Ganskiy M — cratere 8 Homeward